# جوزيه إدواردو دوس سانتوس
جوزيه إدواردو دوس سانتوس (بالبرتغالية: José Eduardo dos Santos‏) (ولد في 28 أغسطس 1942)، الرئيس السابق لجمهورية أنغولا، خدم في هذا المنصب منذ 1979 حتى سبتمبر 2017. وهو أيضا رئيس الحركة الشعبية لتحرير أنغولا إمبلا MPLA.

## سيرته
ولد جوزيه إدواردو دوس سانتوش في لواندا عاصمة أنغولا. والدا إدواردو مهاجران من المستعمرة البرتغالية ساو توميه وبرينسيب. أثناء دراسته في الجامعية انضم إلى حزب MPLA الشيوعي عام 1956 وبدأ حياته السياسية.
بسبب قمع الحكومة الاستعمارية البرتغالية نفي إدواردو دوس سانتوش إلى فرنسا عام 1961. عاد إلى أفريقيا مرة أخرى وسافر من فرنسا إلى جمهورية الكونغو. ومن الكونغو تعاون مع حزبه MPLA، ثم أصبح عضواً رسمياً في الحزب.
ولإكمال دراسته، سافر مرة أخرى، إلى الاتحاد السوفيتي، حيث حصل على شهادة هندسة البترول من معهد لدراسات النفط والكيمياء في باكو في أذربيجان.
في عام 1970 عاد إلى بلده أنغولا وانضم إلى تنظيم EPLA (باللغة البرتغالية: Exército Popular de Libertação de Angola) وهو فرع عن حركة MPLA. وأصبح يعمل في محطة إرسال في المنطقة العسكرية السياسية الثانية للحزب.
في سنة 1974 تمت ترقيته إلى قائد فرعي لخدمات الاتصالات في المنطقة الثانية. عمل ممثلا للحزب الحاكم MPLA في عدة دول منها يوغوسلافيا وجمهورية الكونغو الديمقراطية وجمهورية الصين الشعبية قبل أن ينتخب لعضوية اللجنة المركزية في الحزب. ثم أصبح عضوا في المكتب السياسي للحزب في سبتمبر 1974.

## روابط خارجية
- جوزيه إدواردو دوس سانتوس على موقع الموسوعة البريطانية (الإنجليزية)
- جوزيه إدواردو دوس سانتوس على موقع مونزينجر (الألمانية)
- جوزيه إدواردو دوس سانتوس على موقع إن إن دي بي (الإنجليزية)